# Rick Bockelie
Rick Marlow Bockelie (Oslo, 28 maggio 1902 – Oslo, 18 febbraio 1966) è stato un velista norvegese, vincitore della medaglia d'oro classe 8 metri ai Giochi olimpici di Parigi 1924 a bordo di Bera insieme a Carl Ringvold Sr., Harald Hagen, Ingar Nielsen e Carl Ringvold Jr..

## Palmarès
- Giochi olimpici

Parigi 1924: oro nella classe 8 metri.